# Adelothecium bogotense
Adelothecium bogotense é uma espécie de planta do gênero Adelothecium e da família das daltoniáceas (Daltoniaceae). A espécie não é endêmica do Brasil, estando presente na América desde o sul do México e América Central até a Bolívia. No Brasil, especificamente, ocorre nos estados brasileiros de Bahia, Espírito Santo, Minas Gerais, Paraná, Rio de Janeiro, Rio Grande do Sul, Santa Catarina e São Paulo. Há ainda registros da espécie nas Grandes Antilhas (Cuba, Jamaica e ilha de São Domingos, leste da África e Madagascar. A espécie é encontrada nos domínios fitogeográficos de Mata Atlântica e Pampa, em regiões com vegetação de pradaria e floresta ombrófila pluvial, em altitudes que variam de 500 a 2 300 metros.
É uma espécie corticícola, flabelada e folhosa. Apresenta tamanho robusto e médio. Em 2005, foi citada como vulnerável na Lista de Espécies da Flora Ameaçadas do Espírito Santo, no sudeste do Brasil; em 2010, como em perigo na Lista de Espécies Ameaçadas de Extinção da Flora do Estado de Minas Gerais; e em 2014, como pouco preocupante na Lista Vermelha de Ameaça da Flora Brasileira do Centro Nacional de Conservação da Flora (CNCFlora).

## Taxonomia
Os seguintes sinônimos já foram catalogados:
- Hookeria bogotensis Hampe
- Distichophyllum geheebii Müll. Hal.